# Monokulturalism
Monokulturalism är ett analytiskt begrepp inom historie- och samhällsvetenskaperna som beskriver den ideologiska övertygelsen att ett samhälle mår bäst av att vara så kulturellt och etniskt homogent som möjligt och att det därför, genom riktade politiska åtgärder, bör göras mer homogent än det faktiskt är. Monokulturalism kan alltså förstås som den ideologiska motsatsen till multikulturalism, eller den ideologiska övertygelsen att kulturell och etnisk mångfald främjar positiv utveckling och att samhället av dessa och andra skäl bör göras mer tolerant mot minoritetsgrupper i synnerhet och olikhet i allmänhet.
Begreppet monokulturalism är avlett från agronomins monokultur, eller praktiken att på samma bit åkermark odla endast en och samma gröda, snarare än att blanda eller rotera grödor. Språkligt är termen sammansatt från de ursprungligen grekiska orden monos (”ensam”), kultur (”odla, kultivera”) och ism (avseende en ideologi). 
Grundläggande för monokulturalismen är, i egenskap av politisk ideologi, att dess förespråkare genom ord och handling söker gripa in i samhällsutvecklingen för att omforma samhället i mer monokulturell riktning. Historiskt har sådana åtgärder inbegripit utvisning eller påtvingad assimilering av minoritetsgrupper, förbud att tala minoritetsspråk eller utöva minoritetsreligioner, påtvingad konvertering, tvångssteriliseringar för att minska minoritetsgruppers barnafödande, utrensningar och folkmord. Men även mindre våldsamma reformer kan beskrivas som monokulturalistiska, så länge de syftar till att göra samhället mer kulturellt och etniskt homogent än det faktiskt är. Ett exempel på detta är minskad invandring eller förbud för minoritetsgrupper att bruka religiösa symboler, som t.ex. huvudduk, i det offentliga rummet.
I Sverige har begreppet bland annat använts av idéhistorikern Petter Hellström. Enligt Hellström var den monokulturalistiska ideologin konstituerande för 1800-talets strävan att upprätta nationalstater, ett politiskt projekt som medförde ett tydligt brott mot den större öppenhet mot kulturell och etnisk mångfald som karaktäriserat Europa innan dess. Monokulturalistiska idéer fortsatte att ha avgörande inflytande på det politiska tänkandet fram till Andra världskriget och Förintelsen, men har sedan dess tappat mark, åtminstone i Europa. Hellström beskriver monokulturalismen som ett historiskt och misslyckat politiskt experiment som Europa gör bäst i att lämna bakom sig.